# Журавлёвка (река)
Журавлёвка (до 1972 года — Но́то, Но́тто, Но́томи) — река в Чугуевском районе Приморского края России. Образуется слиянием рек Лесистая и Северянка, впадает в реку Уссури у села Саратовка.
Длина реки — 114 км, площадь бассейна — 5000 км², общее падение реки — 714 м. Ширина её до 80 м в нижнем течении, глубина от 0,8 до 2 м.
В летнее время часты паводки, вызываемые в основном интенсивными продолжительными дождями.
Населённые пункты на реке (сверху вниз): Заветное, Окраинка, Самарка, Саратовка.

## Притоки
Объекты перечислены по порядку от устья к истоку.
- 3 км: Садовка[6] (лв.)
- 6 км: Маленков[5] (пр.)
- 15 км: Откосная[5] (пр.)
- 31 км: Плахотнюк[5] (лв.)
- 34 км: Синяя[5] (лв.)
- 40 км: Деревянкин[5] (лв.)
- 50 км: Малая Поперечка[5] (лв.)
- 53 км: Быстрая[4] (пр.)
- 58 км: Большая Поперечка[4] (лв.)
- 69 км: Гольдячка[4] (лв.)
- 70 км: Дорожная[4] (лв.)
- 89 км: Троповая[4] (лв.)
- 93 км: Тиссовка[4] (пр.)
- 105 км: Караванная[4] (лв.)
- 114 км: Лесистая[4] (пр.)
- 114 км: Северянка[4] (лв.)